# Grinava
Grinava (ungherese: Grinád, tedesco: Grünau; dal 1948 al 1990 Myslenice) è un villaggio storico della Slovacchia, da 1º luglio 1975 un distretto municipale storico di Pezinok nella regione di Bratislava. 
Nel parco del quartiere storico di Grinava si trovano due monumenti commemorativi dedicati alle vittime della prima guerra mondiale e della seconda guerra mondiale.
Ci sono monumenti storici come la chiesa di San Sigismondo del XIV secolo originariamente costruito dai coloni sassoni, la Chiesa evangelica augustana, la Residenza rurale degli Hodossy, attualmente di proprietà privata e utilizzata solo come abitazione, e il Mulino Strapák risalente alla seconda metà del XVIII secolo, attualmente di proprietà privata. Uno dei punti di riferimento del distretto è la Residenza rurale degli Smyl-Pálffy, dove nel 1945 fu torturato il partigiano Dominik Virgovič, che, insieme al terreno dell'ex JRD, in cui si trova, è abbandonata e rischia di essere demolita. 
Durante la seconda guerra mondiale nel villaggio c'era un campo di prigionia per i prigionieri di guerra americani. Verso la fine della seconda guerra mondiale, a Grinava e nei dintorni si combatté una battaglia tra le truppe tedesche e sovietiche.

## Nome

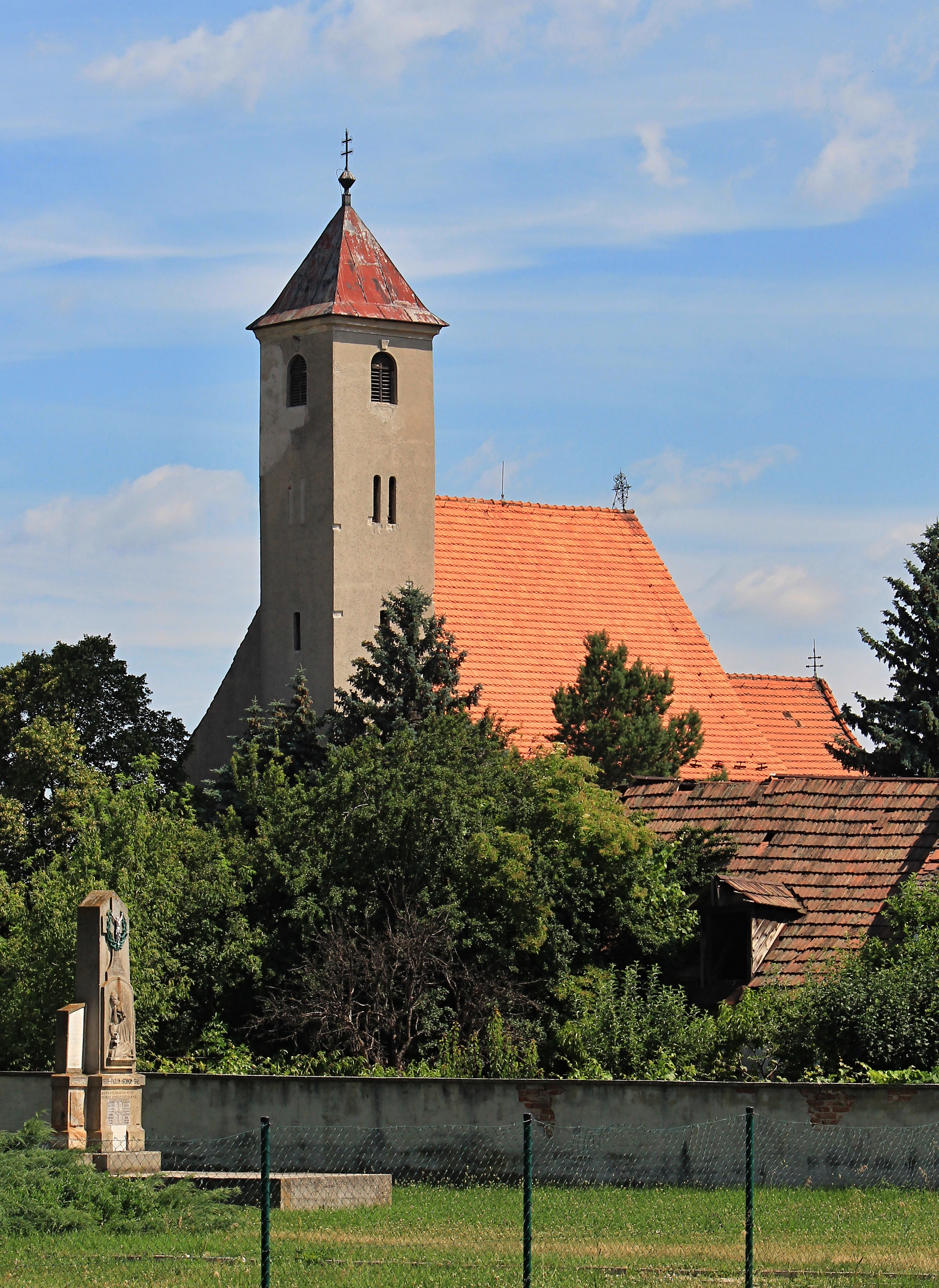
La chiesa di San Sigismondo con il monumento ai caduti

Dall'inizio della Terza Repubblica cecoslovacca (1948) fino alla fine della Repubblica socialista cecoslovacca (1990) Grinava fu ribattezzata Myslenice. Dall'inizio della Repubblica federativa ceco-slovacca, il nome è tornato all'originale. Tuttavia, il nome Myslenice è ancora oggi usato ufficiosamente e da esso prende il nome anche la strada principale della parte storica della città.

## Sport
Un campo di calcio si trova nella parte storica, vi gioca il club di calcio GFC 1923.